# Сан-Бернардіно (перевал)
Перевал Сан-Бернардіно (італ. Passo del San Bernardino, нім. Bernhardinpass) — високогірний перевал у Швейцарських Альпах, на висоті 2066 м над р.м., з'єднує долини Гінтеррайн і Мізокс між Тузис (кантон Граубюнден) і Беллінцона (кантон Тічино).
Розташований на крайньому сході Західних Альп, його не слід плутати з перевалами Великий Сен-Бернар і Малий Сен-Бернар.
Сідловина перевалу є італо-німецькою мовною межею, вододілом між басейнами По і Рейну.
Маршользее знаходиться в межах перевалу на висоті 2053 м.
Шлях між Тузисом і Шплюгеном був відомий як Віа-Мала.
У 1770 році була відкрита дорога для колісного транспорту; ця дорога була значно покращена у 1821—1823 роках, частково фінансуючись Сардинським королівством, яке прагнуло покращити торговельний шлях, що з'єднує Геную та П'ємонт із Граубюнденом, який не контролювався безпосередньо Австрією.
Транспортний потік значно полегшився, коли в 1967 році було завершено дорожній тунель Сан-Бернардіно.
Перевальна дорога відкрита лише з травня по листопад.